# Isaac Stern
Pour les articles homonymes, voir Stern.
Cet article possède un paronyme, voir Itzhak Stern.
Isaac Stern, né le 21 juillet 1920 à Kremenets (Pologne, actuellement en Ukraine) et mort le 22 septembre 2001 à New York, est un violoniste américain, l'un des plus illustres représentants de la première génération de musiciens entièrement formés aux États-Unis.

## Biographie
Il naît dans une famille juive, fils de Solomon Stern, peintre en bâtiment à Kiev, et de Clara Stern, artiste.
Il a un an lorsque sa famille s'installe à San Francisco. Il reçoit de sa mère ses premières leçons de musique. À huit ans il entre au Conservatoire de San Francisco où il étudie le violon avec Louis Persinger et Nahum Blinder (1932-1937). Le 18 février 1936, pour son premier concert public, il interprète le Concerto pour violon no 3 de Saint-Saëns avec l'Orchestre symphonique de San Francisco sous la direction de Pierre Monteux.
En 1950 il rencontre Pablo Casals au Festival Pablo Casals qui lui fait découvrir l'univers de la musique de chambre. Il y jouera avec le hautboïste Marcel Tabuteau le quatuor pour hautbois en fa majeur, K. 370, de Mozart, ainsi que le concerto pour hautbois et violon BWV 1060 de Bach. En 1961 il fonde un célèbre trio avec le pianiste Eugene Istomin et le violoncelliste Leonard Rose, avec lesquels il se produira pendant plus de vingt ans.
En 1960, à la tête d'un comité de soutien, il s'oppose avec succès à la démolition du Carnegie Hall à New York. En 1996 le grand auditorium du Carnegie sera rebaptisé en son honneur.
Musicien engagé, il n'hésite pas à mettre la musique au service de ses convictions. En témoignent ses tournées en Union soviétique en pleine guerre froide, son voyage en Chine en 1979 (il fut le premier musicien occidental à accepter l'invitation du gouvernement chinois), son premier séjour en Allemagne après avoir refusé pendant des années de s'y produire, son engagement actif pour Israël aux côtés de Golda Meir et David Ben Gourion ou encore le fameux récital donné à Jérusalem en pleine guerre du Golfe devant un public équipé de masques à gaz.
Il a également découvert et soutenu nombre de jeunes talents parmi lesquels Yo-Yo Ma, Itzhak Perlman, Pinchas Zukerman, Shlomo Mintz.

## Instruments
Les instruments de prédilection d'Isaac Stern ont été deux Guarnerius, tout d'abord le Vicomte de Panette (1737), acquis en 1947, puis l'ex-Ysaÿe (1740) acquis en 1965. Il a également possédé deux Guadagnini, un Vuillaume de 1846, le Tsar, un Bergonzi et un Stradivarius de 1721, le Kruze.

## Répertoire
Stern est réputé pour l'excellence de ses enregistrements. Il a publié l'intégrale des concertos de Mozart, Brahms, Bach, Beethoven, Mendelssohn, Saint-Saëns, Bruch et Lalo, ainsi que les œuvres de compositeurs plus modernes tels que Samuel Barber, Béla Bartók, Igor Stravinsky et Leonard Bernstein. Il a également créé en première audition les concertos d'Henri Dutilleux, George Rochberg et Peter Maxwell Davies.
En 1995 et 1996 Sony Classical a fait paraître une série de quatre coffrets intitulée Isaac Stern, A Life in Music, où est rassemblée la quasi-totalité de sa production discographique comme soliste, chambriste et concertiste.

## Filmographie
- 1999 : La Musique de mon cœur (Music of the Heart) de Wes Craven : lui-même